# Silk City
Silk City — англо-американський супергурт, створений у 2018 році.
Гурт заснували продюсер електронної музики Марк Ронсон та Diplo.
Дует співпрацював з такими артистами, як Дуа Ліпа (Dua Lipa), Деніел Меррівезер (Daniel Merriweather), Mapei, GoldLink, Еллі Голдінг (Ellie Goulding) і Desiigner.

## Історія
2 січня 2018 року американський ді-джей і продюсер звукозапису Diplo та англо-американський музикант, ді-джей, автор пісень і продюсер звукозапису Марк Ронсон оголосили про новий проект під назвою Silk City.
25 травня 2018 року дует випустив свій дебютний сингл, «Only Can Get Better», за участю Деніела Меррівезер.
Їхній другий сингл, «Feel About You», за участю Mapei, був випущений 20 липня 2018 року.
Під час запису третього синглу дуету, «Loud», Diplo возз'єднався з попередніми співавторами GoldLink і Desiigner.
6 вересня 2018 року дует випустив четвертий сингл, «Electricity», за участю англійської співачки та автора пісень Дуа Ліпа. Відеокліп був випущений того ж дня.
22 січня 2021 року дует Silk City випустив сингл «New Love», за участю англійської співачки та автора пісень Еллі Голдінг.

## Дискографія

### Мініальбоми
| Назва       | Додаткова інформація                                                           |
| ----------- | ------------------------------------------------------------------------------ |
| Electricity | - Реліз: 13 April 2019 (Велика Британія) - Лейбл: Columbia - Формат: 12" вініл |

### Сингли
| Назва                                                                               | Рік  | Пікові позиції в чартах | Пікові позиції в чартах | Пікові позиції в чартах | Пікові позиції в чартах | Пікові позиції в чартах | Пікові позиції в чартах | Пікові позиції в чартах | Пікові позиції в чартах | Сертифікати                                                   | Альбом       |
| Назва                                                                               | Рік  | UK                      | AUS                     | BEL                     | CAN                     | GER                     | IRE                     | SWE                     | US                      | Сертифікати                                                   | Альбом       |
| ----------------------------------------------------------------------------------- | ---- | ----------------------- | ----------------------- | ----------------------- | ----------------------- | ----------------------- | ----------------------- | ----------------------- | ----------------------- | ------------------------------------------------------------- | ------------ |
| «Only Can Get Better» (featuring Daniel Merriweather)                               | 2018 | —                       | —                       | —                       | —                       | —                       | —                       | —                       | —                       |                                                               | Electricity  |
| «Feel About You» (featuring Mapei)                                                  | 2018 | —                       | —                       | —                       | —                       | —                       | —                       | —                       | —                       |                                                               | Electricity  |
| «Loud» (with GoldLink and Desiigner)                                                | 2018 | —                       | —                       | —                       | —                       | —                       | —                       | —                       | —                       |                                                               | Electricity  |
| «Electricity» (with Dua Lipa)                                                       | 2018 | 4                       | 22                      | 7                       | 61                      | 64                      | 6                       | 51                      | 62                      | - BPI: Platinum - ARIA: Platinum - BEA: Gold - RIAA: Platinum | Electricity  |
| «New Love» (featuring Ellie Goulding)                                               | 2021 | 65                      | —                       | —                       | —                       | —                       | 81                      | —                       | —                       |                                                               | В очікуванні |
| «—» позначає запис, який не потрапив у чарти або не був випущений на цій території. |      |                         |                         |                         |                         |                         |                         |                         |                         |                                                               |              |

### Ремікси
| Назва                                           | Виконавець | Рік  |
| ----------------------------------------------- | ---------- | ---- |
| «Missing U» (Silk City & Picard Brothers Remix) | Robyn      | 2019 |

## Нагороди та номінації

### Нагороди Греммі
| Рік  | Категорія            | Робота          | Результат |
| ---- | -------------------- | --------------- | --------- |
| 2019 | Best Dance Recording | " Electricity « | Перемога  |

### International Dance Music Awards
| Рік  | Категорія                | Робота          | Результат |
| ---- | ------------------------ | --------------- | --------- |
| 2019 | Best Pop/Electronic Song | » Electricity " | Номінація |